# Synagoge (Přistoupim)
Koordinaten: 50° 3′ 15″ N, 14° 52′ 43,1″ O

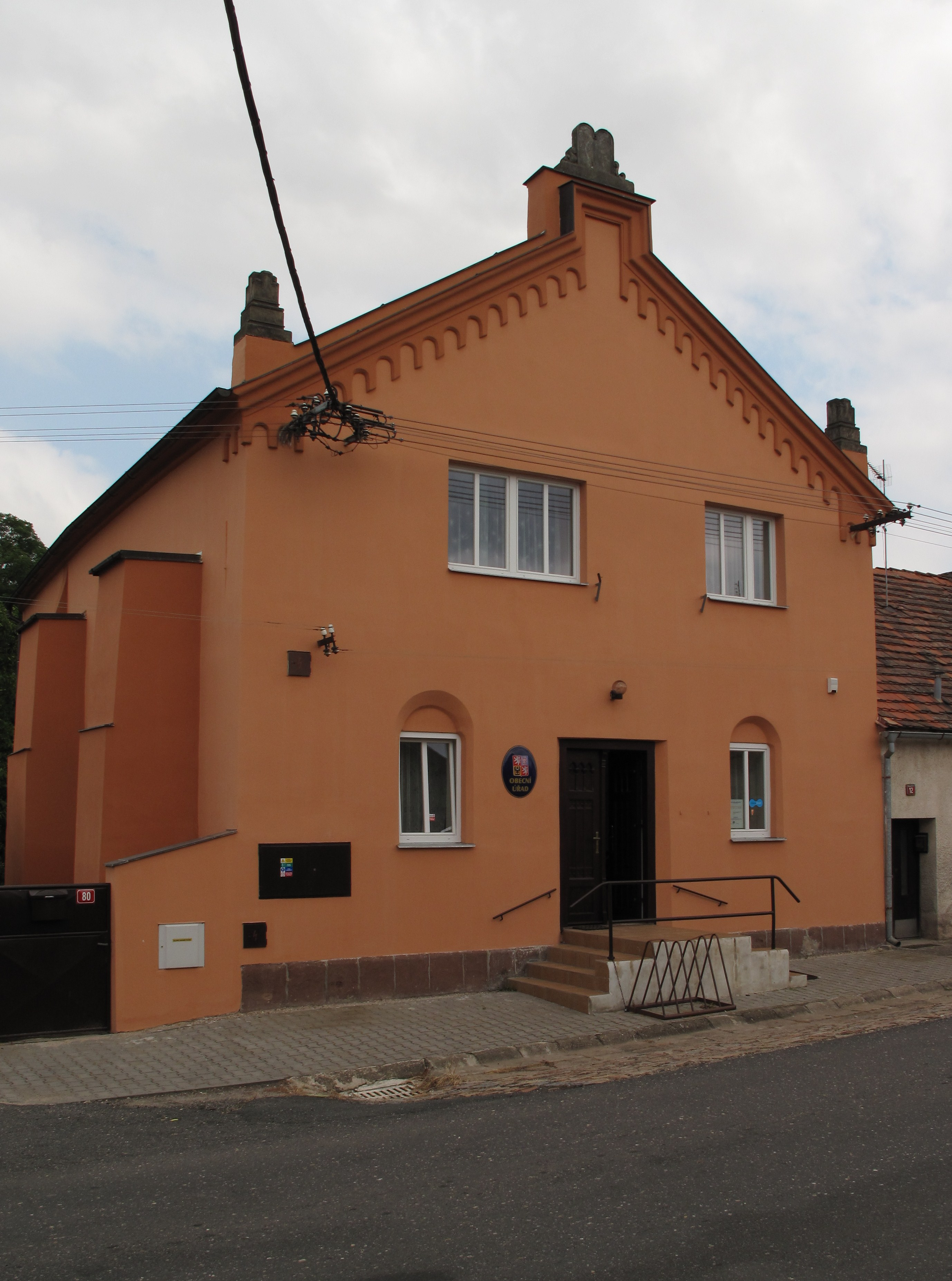
Synagoge in Přistoupim

Die Synagoge in Přistoupim,  einer tschechischen Gemeinde im Okres Kolín der Mittelböhmischen Region, wurde 1842 errichtet. Die profanierte Synagoge im neuromanischen Stil wird seit circa 1950 als Rathaus genutzt. Auf der Giebelspitze sind noch die Gesetzestafeln zu sehen.